# Frankrijk op het Eurovisiesongfestival 2012
Frankrijk nam deel aan het Eurovisiesongfestival 2012 in Bakoe, Azerbeidzjan. Het was de 55ste deelname van het land op het Eurovisiesongfestival. France 3 was verantwoordelijk voor de Franse bijdrage voor de editie van 2012.

## Selectieprocedure
Frankrijk koos wederom voor een interne selectie. De laatste keer dat France 3 een nationale finale organiseerde, was in 2007. Op 29 november 2011 raakte bekend dat de in Indonesië geboren Anggun Frankrijk zou vertegenwoordigen op het Eurovisiesongfestival 2012 in Bakoe. Op 17 januari 2012 werd ook de titel van haar nummer vrijgegeven: Echo (you and I).

## In Bakoe
In Bakoe mocht Frankrijk meteen aantreden in de finale, op zaterdag 26 mei, omdat het land lid is van de Grote Vijf, de grootste donateurs van de EBU. Aan het einde van de puntentelling stond Frankrijk op een teleurstellende 22ste plaats, met 21 punten.